# Gerrit Jan van den Berg
Gerrit Jan van den Berg (Arnhem, 29 mei 1919 - Scheveningen, 14 april 1944) was een Nederlandse verzetsstrijder tijdens de Tweede Wereldoorlog.
Gerrit Jan van den Berg was kantoorbediende te Meppel, waar hij voor de oorlog was gaan wonen. Hij behoorde tot de Meppeler verzetsgroep. Op 8 november werd hij op verdenking van aanslagen gearresteerd door de Duitsers en later overgebracht naar de Gevangenis van Scheveningen (Oranjehotel), waar hij van 15 december 1943 tot zijn executie vastzat.
Samen met zijn medeveroordeelden Wiepke Harm Timersma, Gerard Jansen, Jacob Kraal, Jan Rijkmans, Hendrik Drogt, Fokke Jagersma en Johannes Kippers zong hij regelmatig psalmen,  wat door een medegevangene beschreven werd aan diens verloofde. Hij werd in de ochtend van 14 april gefusilleerd op de Waalsdorpervlakte.